# Let the Music Play (album van Barry White)
Let the Music Play is een muziekalbum van Barry White uit 1976.
Het onderwerp van de teksten is uiteraard weer "de liefde". Deze keer wordt echter niet het deelgebied van de liefde bedrijven bezongen, maar strubbelingen in de liefde.

## Tracklist
1. I Don't Know Where Love Has Gone
2. If You Know, Won't You Tell Me
3. I'm So Blue And You Are Too
4. Baby, We Better Try To Get It Together
5. You See The Trouble With Me
6. Let The Music Play